# The Phantom Melody
The Phantom Melody er en amerikansk stumfilm fra 1920 af Douglas Gerrard.

## Medvirkende
- Monroe Salisbury som Camello
- Jean Calhoun som Mary Drake
- Charles West som Gregory Baldi
- Henry A. Barrows som Sir James Drake
- Ray Gallagher som Oliver
- Joe Ray som Gustave Tornelli
- Milton Markwell som Baron Ferrera
- Lois Lee som Paulette